# Lužani Bosanski
Lužani Bosanski (cyr. Лужани Босански) – wieś w Bośni i Hercegowinie, w Republice Serbskiej, w gminie Derventa. W 2013 roku liczyła 422 mieszkańców.